# Rotviks vatten
Rotviks vatten är en sjö i Uddevalla kommun i Bohuslän och ingår i Bäveån-Örekilsälvens kustområde.